# Nur Hassan Hussein

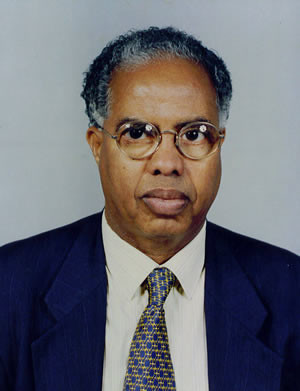
Nur Hassan Hussein

Nur Hassan Hussein, auch Nur Adde genannt (* 2. Februar 1938 in Mogadischu; † 1. April 2020 in London), war vom 22. November 2007 bis zum Januar 2009 Premierminister der Übergangsregierung Somalias. Zuvor war er seit 1991 Vorsitzender des somalischen Roten Halbmonds. Er war Polizeioffizier und gehörte dem Clan der Mudulood-Abgal-Hawiya an.

## Leben
Er begann seine Karriere in den 1950er Jahren bei der kolonialen Polizei im damaligen Treuhandgebiet Italienisch-Somaliland. Er war dort in der Einheit Guardia di Finanza tätig, die sich mit Steuerfragen befasste. Nur Adde studierte in Mogadischu Rechtswissenschaften und besuchte Polizeiakademien in Italien und den USA. Unter Siad Barre wurde er Vizevorsitzender eines Militärgerichts, das Steuerhinterziehung und weitere Finanzdelikte verfolgte.
Nach dem Fall der Regierung und dem Beginn des somalischen Bürgerkrieges wurde Nur Adde Vorsitzender der somalischen Rothalbmondgesellschaft, welche unter ihm professionalisiert wurde. Politisch galt er als neutral.
Am 22. November 2007 wurde er zum Premierminister ernannt. In dieser Funktion setzte Nur Hassan Hussein das Kabinett neu zusammen.
Zu Differenzen mit Präsident Abdullahi Yusuf Ahmed kam es, als Nur Hassan Hussein Ende Juli 2008 Mohammed Dhere als Bürgermeister der Hauptstadt Mogadischu entließ. Präsident Yusuf, der mit Dhere verbündet ist, machte dies rückgängig. In der Folge traten 10 von 15 Ministern aus Protest gegen Nur Addes Entscheid zurück.
Am 14. Dezember 2008 entließ der Präsident Nur Hassan Hussein, dieser wies allerdings darauf hin, dass dies nur mit der Zustimmung des Parlaments möglich ist. Das Parlament erklärte daraufhin die Entlassung für illegal und sprach Nur Hassan Hussein das Vertrauen aus. Dennoch ernannte der Präsident Mohammed Mahamud Guled als Nachfolger. Die Regionalorganisation IGAD kündigte daraufhin an, den neu ernannten Premierminister nicht anzuerkennen. Mohammed Mahamud Guled selbst erklärte einige Tage später, er trete im Interesse des Friedens zurück. Unter anderem aufgrund dieser Ereignisse wurde Abdullahi Yusuf Ahmed zum Rücktritt gedrängt. Sein Nachfolger wurde Sharif Sheikh Ahmed, der demselben Clan angehört wie Nur Hassan Hussein. Dies wiederum machte eine Neubesetzung des Premierministeramtes notwendig, da gemäß Übergangsverfassung der Präsident und der Premierminister aus verschiedenen Clans stammen müssen. Omar Abdirashid Ali Sharmarke wurde daraufhin zum Nachfolger von Nur Hassan Hussein gewählt.
Im April 2020 starb er an den Folgen einer SARS-CoV-2-Infektion.